# ستيف كورتي
ستيف كورتي (بالإنجليزية: Steve Korte)‏ هو لاعب كرة قدم أمريكية أمريكي، ولد في 15 يناير 1960 في دنفر في الولايات المتحدة.

## وصلات خارجية
- ستيف كورتي على موقع مرجع كرة القدم المحترفة.كوم (الإنجليزية)